# 博德研究所
博德研究所（IPA：/broʊd/，BROHD，全称：Eli and Edythe L. Broad Institute of MIT and Harvard）是一家位于美国马萨诸塞州剑桥的生物医学和基因组研究所，因Broad夫妇的捐赠而在2004年成立。